# Diego Della Valle
Diego Della Valle (Sant'Elpidio a Mare, 30 de diciembre de 1952) es un abogado y empresario italiano — el presidente de la compañía de artículos de cuero Tod's . 

## Biografía

### Familia, juventud y estudios
Diego Della Valle es el hijo mayor de Dorino Della Valle y nieto de Filippo Della Valle. Filippo comenzó su negocio de zapatería en la década de 1920, que luego Diego expandió hacia la ahora famosa marca Tod's.
En su juventud, Diego estudió leyes en la Universidad de Bolonia obteniendo su título en 1975 y conciliando desde 2000 la carrera con el marketing del negocio de manufactura de calzado de la familia.
Incluso durante esos años, Diego ya era un conocedor de los negocios: usó el poder de las celebridades para popularizar su producto — una vez convenció a su amigo Luca di Montezemolo, quien era un protegido del entonces jefe de Fiat Gianni Agnelli de presentar a Agnelli con un par de mocasines de Tod's. El abogado hizo que Agnelli usara los zapatos de Tod cuando asistía a los partidos de fútbol de la Juventus, que fueron ampliamente televisados. Esta colocación del producto provocó un aumento meteórico en las ventas.

### Más tarde
Diego dirige Tod's con su hermano Andrea. El hijo mayor de Diego, Emmanuelle, también está involucrado en la empresa familiar como director creativo. La fábrica en Casette d'Ete fue diseñada por su esposa, Barbara.

#### Otros intereses
Diego se sienta en el tablero de un número de compañías: Ferrari, Maserati, Banca Nazionale del Lavoro y LVMH.

##### Diligencia deportiva
Diego compró el club de fútbol toscano ACF Fiorentina en 2002, y es dueño de la marca de moda Maison Schiaparelli, a la cual está reviviendo. 

##### Cultura histórica
En 2013 Diego anunció que se encargará de la restauración del Coliseo de Roma con un costo de más de 30 millones de euros. 

## Diego Della Valle vs.Silvio Berlusconi
Diego ha atacado públicamente a Silvio Berlusconi por el exceso de impuestos de las grandes empresas y su incapacidad para apoyar a las pequeñas empresas italianas.
A cambio, Berlusconi ha hablado sobre demandarlo por difamación.